# Jigme Wangchuck
Jigme Wangchuck (ur. 1905 lub 1906, zm. 30 marca 1952) – król Bhutanu (1926-1952).
Był synem Ugjena Wangchucka. W czasie swoich rządów zreformował system podatkowy, ograniczył także uprawnienia penlopów. Na mocy traktatu z Punakʽa (1949) przekazał nadzór nad polityką zagraniczną kraju rządowi Indii. Był inicjatorem wybudowania świątyni Sangje Lhakhang.